# Пролетарская улица (Гомель)
Пролета́рская улица — улица в Центральном районе города.
До 1920 года имела название Фельдмаршальская в честь одного из владельцев Гомеля фельдмаршала П. А. Румянцева-Задунайского. Улица начинается от центральной площади города — площади Ленина и заканчивается у улицы Фрунзе. Протяжённость 1150 метров. Пересекает улицу Гагарина. Является одной из старейших улиц города, указана на его карте начала XIX века.

## На улице расположены
- педагогическое училище
- научно-исследовательский институт лесного хозяйства
- областной комитет Красного Креста общества
- Гомельский дворцово-парковый ансамбль

## Пересекает улицы
- Фрунзе
- Гагарина
- Моисеенко
- Площадь Ленина